# Travessia urbana

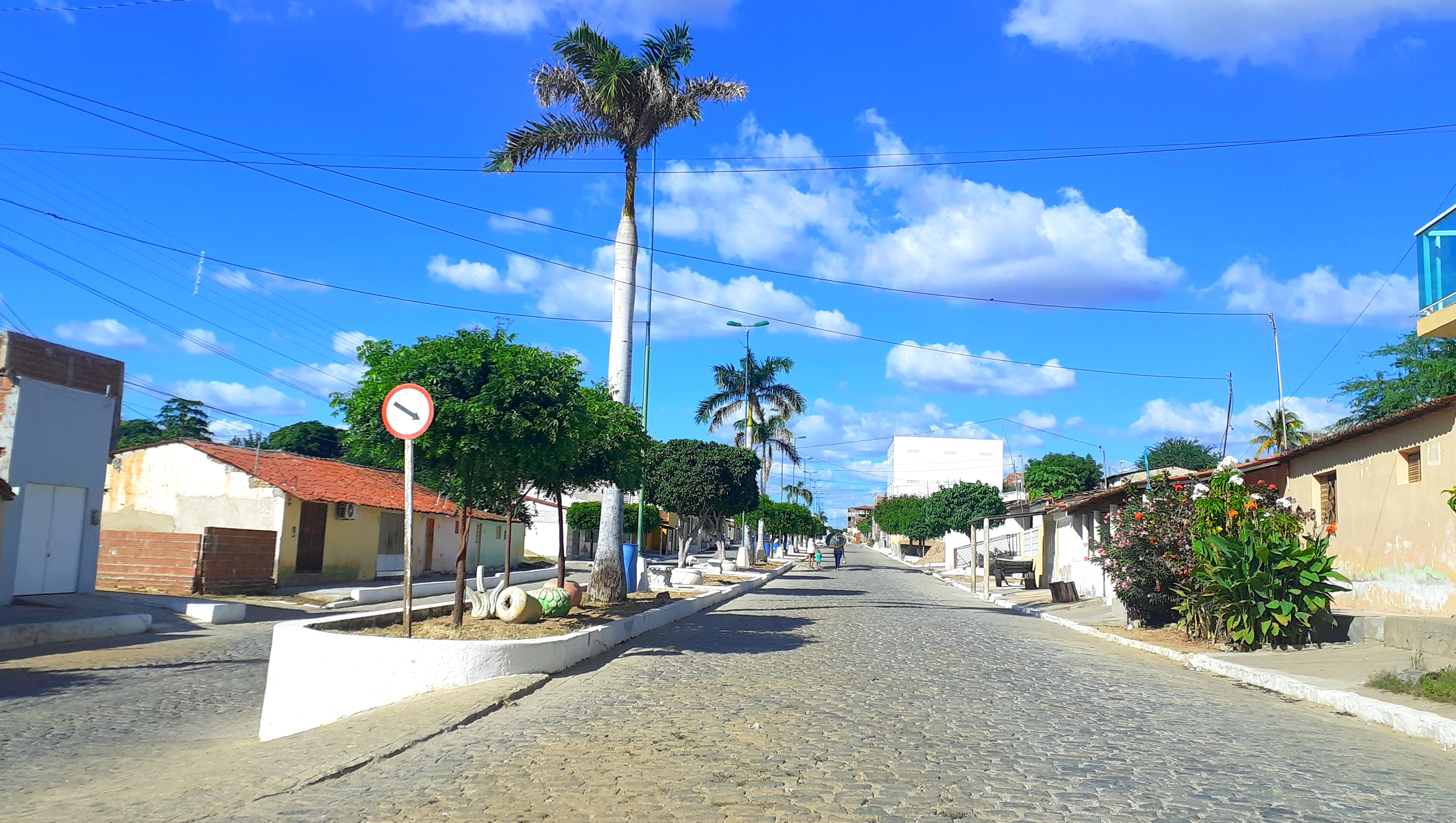
Travessia urbana de Areia de Baraúnas na Paraíba em 2021. Passou a ter asfalto e vários moderadores de tráfego em 2023. Parte da rodovia PB-223, asfaltada e de pista simples fora do perímetro urbano.

No Brasil, uma travessia urbana é um trecho viário através de um perímetro urbano ou área urbana que fornece a continuidade do percurso de uma rodovia ao conectar-se à rede viária urbana. Neste trecho, o tráfego de passagem (de longa distância, com origem e destino fora da cidade) se mistura com o tráfego local, o que pode resultar em conflitos de circulação e redução da fluidez. Em geral, apresenta características de  via arterial urbana, com padrão técnico, limite de velocidade, segurança e nível de serviço [en] frequentemente inferiores ao das rodovias a que se conecta, além de semáforos e travessias de pedestres.
O início de uma travessia urbana geralmente é indicado por uma placa azul com o texto "Perímetro Urbano".
Diferencia-se de estrada de passagem, que apresenta pouca variação de fluxo ao atravessar uma área urbana, bem como de anel viário, que passa por uma área urbana contornando-a por fora.